# Lachemilla fulvescens
Lachemilla fulvescens är en rosväxtart som först beskrevs av Lily May Perry, och fick sitt nu gällande namn av Werner Hugo Paul Rothmaler. Lachemilla fulvescens ingår i släktet Lachemilla och familjen rosväxter. Inga underarter finns listade i Catalogue of Life.